# Верхнетроицкое (Туймазинский район)
Верхнетро́ицкое (баш. Үрге Троицк, другой вариант баш. Үрге Троицкое) — село в Туймазинском районе Башкортостана, административный центр Верхнетроицкого сельсовета.

## Население
| 2002 | 2009 | 2010 |
| ---- | ---- | ---- |
| 817  | ↗917 | ↘816 |

Национальный состав
Согласно переписи 2002 года, преобладающие национальности — башкиры (44 %), русские (42 %).

## Географическое положение
Расстояние до:
- районного центра (Туймазы): 30 км,
- ближайшей ж/д станции (Туймазы): 30 км.

## Демографический центр тяжести
По результатам переписи 2002 и 2010 годов село является «демографическим центром тяжести» России: если через село на карте провести вертикаль и горизонталь, то образовавшиеся четыре части страны будут примерно равны по численности населения.

## Русская православная церковь
- Свято-Троицкий храм — храм в селе Верхне-троицкое, памятник архитектуры XVIII века, построен в стиле казанского барокко. Имеет высокую колокольню и частично сохранившийся лепной декор. Толщина стен местами достигает 1,2 метра. В нескольких оконных проемах сохранились кованые решётки волнисто-ромбического рисунка, в окнах притворов — копьевидные вертикали, объединённые горизонтальными и крестообразными связями. До Октябрьской революции храм являлся центральным приходом в округе. При его строительстве на приготовление раствора использовались яйца. В настоящее время храм частично отреставрирован[7][8][9].

## История
Название происходит от  верхний и назв. церкви

## Известные жители
- Белозёров, Иван Семёнович (1925—1988) — Заслуженный работник народного хозяйства Коми АССР (1965), Герой Социалистического Труда (1971).